# Velur
Velur è una suddivisione dell'India, classificata come town panchayat, di 18.393 abitanti, situata nel distretto di Namakkal, nello stato federato del Tamil Nadu. In base al numero di abitanti la città rientra nella classe IV (da 10.000 a 19.999 persone).

## Geografia fisica
La città è situata a 11° 5' 60 N e 78° 1' 0 E e ha un'altitudine di 130 m s.l.m..

## Società

### Evoluzione demografica
Al censimento del 2001 la popolazione di Velur assommava a 18.393 persone, delle quali 9.292 maschi e 9.101 femmine. I bambini di età inferiore o uguale ai sei anni assommavano a 1.585, dei quali 848 maschi e 737 femmine. Infine, coloro che erano in grado di saper almeno leggere e scrivere erano 12.412, dei quali 7.000 maschi e 5.412 femmine.